# Simon Parmet

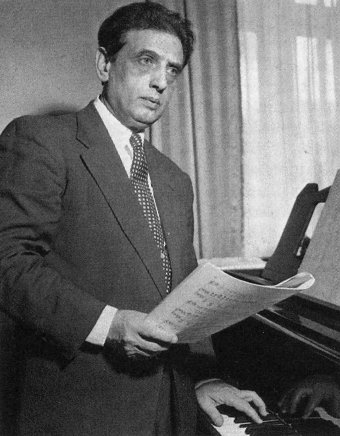
Simon Parmet.

Simon Parmet, ursprungligen Pergament-Parmet, född 26 oktober 1897 i Helsingfors, död 20 juli 1969 i Helsingfors, var en finländsk pianist, kapellmästare och kompositör. Parmet var bror till kompositören Moses Pergament.

## Biografi
Parmet var son till Jehuda Pergament och Maria Polarsky. Han var sedan 1918 gift med Vera Smolensky. Efter examen från Svenska normallyceum studerade han 1918–1919 piano under ledning av Aleksandr Glazunov vid Sankt Petersburgs musikkonservatorium. I Helsingfors grundade han 1917 Judiska sångföreningen, för vilken han sammanlagt arrangerade tre samlingar med folksånger på jiddisch. 1920 företog han en studieresa till Tyskland, där han fram till 1922 studerade vid Sternska konservatoriet i Berlin samt var kapellmästare vid Kiels stadsteater 1923–1925 och vid Hagens stadsteater 1926–1927. Återkommen till hemlandet var han 1928–1932 kapellmästare vid Finlands nationalopera och därefter aktiv som konsertdirigent. Under vintern 1940 uppehöll sig Bertolt Brecht i Finland och Parmet bidrog med musikstycken till dennes pjäs Mutter Courage und ihre Kinder.
1941 begav sig Parmet till USA och var ledare för den amerikafinska manskören New Yorkin Laulumiehet 1942–1946. Han var också med att grunda The Elmira Civic Chorus och The Elmira Women's Chorus 1943. Mellan 1945 och 1947 var han musikdirektör vid ett nunnekloster i Versailles, Kentucky. Parmet återvände till Finland 1948 och blev samma år kapellmästare vid Rundradion och innehade tjänsten fram till 1953. Han var en av grundarna till Akateeminen Laulu 1953 och var dess förste dirigent. 1943 blev han hedersdoktor vid Boguslavsky College of Music i Chicago och var hedersledamot av Judiska sångföreningen. Förutom i USA och Tyskland konserterade Parmet i Skandinavien, Frankrike och Israel.
Parmet var därtill kompositör av filmmusik. 1955 belönades han med Jussistatyetten för bästa filmmusik för Dockhandlaren och den vackra Lilith. Som ackompanjatör medverkade Parmet vid grammofoninspelningar med solister som Theodor Björkman, Hanna Granfelt, Edvin Bäckman.
Som jude kände sig Parmet diskriminerad och hans karriär var inte särdeles framgångsrik. Av somliga bedömdes han dock vara landets främste dirigent och på senare tid prisades hans analyser av Jean Sibelius. Hela Parmets arkiv har gått förlorat och endast hans arrangemang av judisk musik och smärre körverk finns bevarade. Bland Parmets svenska publikationer märks Sibelius symfonier: en studie i musikförståelse, Con amore: Essäer om musik och mästare och Genom fönsterrutan: Essäer om konst och musik och andra uppsatser.